# Доброякісні пухлини печінки
Доброя́кісні пухли́ни печі́нки — клінічно малосимптомні доброякісні новоутворення (у більшості випадків), що утворюються як з епітеліальної тканини (гепатоцелюлярна аденома та ін.), так і з стромальних і судинних елементів (гемангіома та ін.)

## Класифікація
Гепатоцелюлярна аденома — клінічно малосимптомна, доброякісна пухлина типу аденоми, що розвивається з гепатоцитів, частіше відокремлена капсулою. При енергійного зростанні можливий розрив пухлини з пошкодженням судин і кровотечею.
Вогнищева вузликова гіперплазія печінки — клінічно малосимптомна, доброякісна пухлина, центральна частина якої представлена рубцюватою сполучною тканиною, а периферична — вузликово-трансформованою гепатоцеллюлярною тканиною. Нерідко в пухлині спостерігаються вогнища некрозу та крововиливу. Як правило, розвивається не в циротичній зміненій печінці, тому іноді іменується «фокальним цирозом».
Вузликова регенераторна гіперплазія печінки — близька, а іноді поєднується з вогнищевою вузликовою гіперплазією печінки. На відміну від останньої в ній значно менше представлені елементи сполучної тканини. Може розглядатися як передстадія гепатоцеллюляріой карциноми. Іноді при зростанні елементів цієї пухлини здавлюються великі жовчні протоки або великі гілки ворітної вени. Як правило, розвивається не в циротично зміненій печінці.
Гемангіома печінки — клінічно малосимптомна, доброякісна пухлина, яка складається з судинних, переважно венозних елементів печінки. Належить, мабуть, до найбільш частих.
Гістіоцитоз X — захворювання, при яких у кісткової тканини, лімфатичних вузлах, кістковому мозку, внутрішніх органах розвиваються проліферативні утворення з макрофагальних клітин із накопиченням ліпідів у цитоплазмі.

## Епідеміологічні особливості
Гістіоцитоз X зустрічається рідко.
Еозинофільна гранульома діагностується переважно у хлопчиків у віці від 2-3 до 12-14 років і у чоловіків у віці 20-30 років.
Хвороба Хенда-Шюллера-Крісчена спостерігається у людей різного віку, частіше у дітей.
Хвороба Абта-Леттерера-Сиве виявляється у дітей у віці до 6 міс.
Відомості про частоту доброякісних пухлин печінки відсутні.

## Етіологія і патогенез
Етіологія і патогенез пухлин печінки багато в чому не розкриті. Розвиток гепатоцеллюлярної аденоми спостерігається на тлі тривалого прийому пероральних протизаплідних засобів, рідше — анаболічних стероїдів. Осередкова вузликова гіперплазія і вузликова регенераторна гіперплазія можливо близькі за етіології до цирозу печінки. Вузликова Регенераторна гіперплазія печінки, нерідко розвивається на фоні злоякісних захворювань позапечінкові локалізації (мієлопроліферативні захворювання, саркоми та ін.)

## Класифікація
Загальноприйнятої класифікації доброякісних пухлин печінки поки немає.

### Попередній діагноз
Всі основні види доброякісних пухлин печінки відносяться до малосимптомних захворювань. У багатьох випадках виявлення їх відноситься до випадкових знахідок. При великих розмірах та відповідної локалізації пухлини іноді з'являються симптоми здавлення жовчовивідних шляхів, рідше — симптоми портальної гіпертензії.
Печінка зазвичай помітно не збільшена (виняток становлять великі гемангіоми). Периферична кров не змінена. Рівень альфа-фетопротеїну, раково-ембріонального антигену, активність амінотрансфераз (АлАТ та АсАТ), гамаглютамілтранспептидази (ГГТП), лужної фосфатази (ЛФ), рівень білірубіну сироватки крові в межах норми. Виняток становлять хворі, у яких доброякісна пухлина печінки розвивається на тлі активних дифузних захворювань печінки.
Інформативні інструментальні методи дослідження. Комп'ютерну томографію печінки та органів черевної порожнини виконують при підозрі на об'ємний процес у печінці. За допомогою цього методу наразі можна виявити пухлину діаметром від 0,1 см і більше. При гемангіомах печінки розміром 1 см і більше пухлину виявляють у 100 % обстежених. За допомогою ультразвукової діагностики (УЗД) при гемангіомі печінки виявляють гіперехогенне, добре окреслене утворення. Нерідко, особливо в лівій частці, виразно видно судинна ніжка.
Диференціальна діагностика на цьому етапі перш за все проводиться з паразитарними кістами печінки (ехінококоз). На користь останнього наявність антитіл класу IgM до антигену ехінокока, а також частково виявлення в зоні пухлиноподібного утворення звапніння.

### Остаточний діагноз
Верифікувати діагноз будується з використанням даних ряду досліджень. Комп'ютерна томографія дозволяє отримати верифіковані дані, нерідко дає і додаткову діагностичну інформацію, що стосується в першу чергу стану навколишніх тканин та органів. Целіакографія  при розпізнаванні гемангіом. Звичайно добре видно гіперваскуляризовані ділянки з чіткими межами, що дозволяють виявити гемангіому розміром 2-3 см і більше у 80-85 % обстежених.
У діагностиці гепатоцеллюлярної аденоми, осередкової вузликової гіперплазії печінки і вузликової регенеративної гіперплазії печінки вирішальну роль відіграють результати прицільної (під контролем УЗД і комп'ютерної томографії) біопсії печінки. Складність морфологічної оцінки отриманого матеріалу нерідко вимагає вивчення його морфологів і цитологом, які спеціалізуються в галузі патології печінки.
Диференціальна діагностика проводиться насамперед з найбільш частими доброякісними пухлинами печінки, потім із злоякісними пухлинами. В останні роки все частіше об'єктом диференціальної діагностики стає вогнищева жирова дистрофія печінки при неалкогольному стеатозі, особливо у випадках, коли на тлі вогнищевої жировій дистрофії зустрічаються округлі ділянки інтактної печінки. Ці ділянки мають різну з жирової дистрофією щільність і ця різниця досить чітко реєструється за допомогою УЗД і комп'ютерної томографії.

## Лікування
Гепатоцелюлярна аденома, вогнищева вузликова гіперплазія печінки і вузликова регенераторна гіперплазія печінки медикаментозного та хірургічного лікування, як правило, не потребують. Виняток складають пухлини, які здавлюють жовчні протоки. Їх видаляють хірургічним шляхом. У цих випадках з'являються показання до резекції відповідних сегментів печінки.
При всіх видах доброякісних пухлин печінки забороняються лікарські препарати типу пероральних протизаплідних засобів, анаболічних стероїдів. Небажаний прийом таких препаратів, як фенобарбітал і зіксорин.
Усі хворі мають потребу в постійному лікарському спостереженні. При першому виявленні пухлини обстеження проводять через 3-6 — 9-12 місяців, далі — 1 раз на рік. Крім звичайного огляду хворого з визначенням розмірів печінки по Курлову, досліджують рівень альфа-фетопротеїну, раково-ембріонального антигену, білірубіну, активність амінотрансфераз, ЛФ, ГГТП.

## Гістіоцитоз X

### Патогенез
Етіологія гістіоцитозу X невідома. Висловлюються думки про їх неопластичної природі або інфекційному генезі (лікувальний ефект від терапії антибіотиками, нерідко розвиток хвороби після вірусних інфекцій, виявлення захворювання у декількох членів однієї сім'ї та ін.) При цих процесах проліферативні зміни з макрофагальних клітин інфільтрують багато органи і тканини. Значна гіперплазія макрофагів супроводжується посиленням деяких їхніх функцій — накопичення ліпідів, стимуляції лімфоцитів до синтезу фактора, що сприяє розвитку еозинофілії.

### Класифікація
До гістіоцитозу X відносяться еозинофільна гранульома, відома як хвороба Таратинова, хвороби Хенда-Шюллера-Крісчена і Абта-Леттерера-Сиве. Існує думка, що вони являють собою форми єдиного процесу з можливим переходом з однієї в іншу.

### Клінічні прояви

#### Еозинофільна гранульома (хвороба Таратинова)
У порівнянні з іншими формами гістіоцитоз X відрізняється відносно доброякісним перебігом. При ураженні кісток або органів захворювання перебігає несприятливо. Тривалість хвороби від декількох місяців до декількох років.
Уражаються переважно кістки черепа, тазу, ребра, довгі трубчасті кістки; зустрічаються і позакісткові локалізації — у лімфатичних вузлах, печінці, нирках, сечовому міхурі, головному мозку, яснах, шкірі, легенях, шлунку. Описано випадки поєднаних уражень кісток і внутрішніх органів.
Розрізняють множинну, частіше солітарну форму захворювання, яка може стати однією з фаз генералізації процесу. Клінічно вони характеризуються постійним ниючим болем у вогнищах ураження, що підсилюється під час руху. Можуть спостерігатися нездужання, субфебрилітет, помірний лейкоцитоз з еозинофілією, підвищення ШОЕ. Є випадки безсимптомного перебігу, коли вогнища ураження виявляються лише при рентгенологічному дослідженні кісток (є дефекти гомогенної структури, руйнування зовнішньої і рідше внутрішньої кортикальної пластини, вогнища деструкції розміром 10-30 мм). У стадії відновлення вогнище деструкції проростає сполучною тканиною з наступним утворенням нової кістки, що має нормальну структуру.
При еозинофільній гранульомі виявляється підвищена внутрішньокісткова проліферація гістіоцитів і еозинофільних лейкоцитів у вигляді невеликих груп або великих полів. Серед них зустрічаються великі багатоядерні клітини з потворними ядрами.

#### Хвороба Хенда-Шюллера-Крісчена
Класична клінічна картина хвороби Хенда-Шюллера-Крісчена представлена екзофтальм, нецукровим діабетом, ураженням кісток, гепатоспленомегалією (25-50 %), лімфаденопатією. У гострій фазі є гарячка, болючі інфільтрати в різних частинах скелета, полідипсія і поліурія, дерматит, випадіння зубів. Внаслідок специфічної інфільтрації очних ямок і турецького сідла з'являється витрішкуватість, можуть деформуватися тазові, стегнові, плечові кістки, ребра, хребет, альвеолярні відділи нижньої щелепи з витісненням зубів з альвеол. З'являються болючі папуло-пустульозні жовто-коричневі елементи висипу на обличчі, навколо очей, рота, на тулубі, в промежини. У роті, під язиком, в гортані та глотці виявляються фібротичні ураження. Інтерстиціальна легенева інфільтрація призводить до фіброзу, «з ніздрюватими легенями» і епізодами спонтанного пневмотораксу. Можуть розвиватися легеневе серце і недостатність правого шлуночка. Збільшення печінки, селезінки, лімфатичних вузлів розвивається поступово. Ураження шлунково-кишкового тракту можуть симулювати виразку шлунка або дванадцятипалої кишки, поліпи або навіть карциному. Анемія розвивається не завжди, нерідко поєднується з лейко-і тромбоцитопенією. Іноді спостерігається мієлофтіз. При цій формі гістіоцитоз X у макрофагах багато ліпідів, в основному холестерину, що зумовлює вакуолізацію гістоплазми; при гістохімічних дослідженнях виявляють суданофілію і позитивні реакції на холестерин. Прогноз менш сприятливий при виникненні захворювання в ранньому віці. Смерть може бути результатом легеневого фіброзу, пневмотораксу або інших причин. Можливі періоди спонтанного поліпшення або навіть ремісій.

#### Хвороба Абта-Леттерера-Сиве
Відрізняється найбільш тяжким варіантом гістіоцитозу. Більша частина смертей настає в перші два роки життя. Внаслідок переважної проліферації макрофагів перебіг захворювання характеризується гепато-і спленомегалією, лімфоаденопатією, локальними пухлинами кісток, часто з дефектами, які виявляються рентгенологічно; є анемія, зниження числа тромбоцитів, що супроводжується геморагічним синдромом, іноді в лейкоцитарної формулі виявляють моноцитоз.
Екзофтальм та нецукровий діабет зустрічаються рідше, ніж при хворобі Хенда-Шюллера-Крісчена. Шкірні ураження з тенденцією до виразкування — папули, вкриті лусочками і корками, розташовуються переважно на шкірі тулуба і голови. Діагноз встановлюється на підставі виявлення специфічної інфільтрації гістіоцитами в пунктату і біоптату кісток, лімфатичних вузлах і печінки, у вогнищах ураження шкіри.
Комплекс наведених клінічних, цитологічних і рентгенологічних даних дозволяє діагностувати окремі форми гістіоцитозу X. Шкірні зміни слід диференціювати від себорейного дерматиту, кісткові — від остеомієліту або пухлинного процесу, а рентгенологічні зміни в легенях — від туберкульозу, гистоплазмозу або фіброзних кіст.
При локальних ураженнях кісток позитивних результатів вдається досягти застосуванням малих доз променевої терапії. Кортикостероїдні гормони сприяють іноді зворотному розвитку дефектів скелета і вісцеральних уражень. При поширеності процесу використовують також поліхімієтерапію. Однією зі схем вибору є застосування преднізолону в поєднанні з ціклофосфаном, вінбластин або вінкристином у вигляді 3-4 14-денних курсів з проміжком в 2-3 тижнів. Можливі повні або часткові ремісії. Так, наприклад, при хворобі Леттерера — Сиве, за даними одних авторів, у 20-50 % хворих розвиваються тривалі ремісії, інші повідомляють про часткові ремісії в 50 % випадків.
| захворювання | Це незавершена стаття про хворобу, синдром або розлад. Ви можете допомогти проєкту, виправивши або дописавши її. |